# Stilla natt, blodiga natt
Stilla natt, blodiga natt (originaltitel: Black Christmas) är en kanadensisk skräckfilm från 1974, regisserad av Bob Clark.
Denna film sägs vara den första "riktiga" slasher-filmen.

## Skådespelare i urval
- Olivia Hussey – Jess
- Keir Dullea – Peter
- Margot Kidder – Barb